# Bisdom Mazatlán
Het bisdom Mazatlán (Latijn: Dioecesis Mazatlanensis) is een rooms-katholiek bisdom met als zetel Mazatlán, in Mexico. Het bisdom is suffragaan aan het aartsbisdom Durango. 

## Geschiedenis
Het bisdom werd opgericht op 22 november 1958, uit delen van het aartsbisdom Durango en het bisdom Sinaloa.

## Parochies
Het bisdom had in 2021 een oppervlakte van 19.105 km2 en telde 975.428 inwoners waarvan 93,8% rooms-katholiek was.

## Bisschoppen
- Miguel Garcia Franco (18 december 1958 - 8 maart 1981)
- Rafael Barraza Sánchez (19 oktober 1981 - 3 maart 2005)
- Mario Espinosa Contreras (3 maart 2005 - heden)

Durango (aartsbisdom) · El Salto (territoriale prelatuur) · Gómez Palacio · Mazatlán · Torreón